# Labracoglossa nitida
Labracoglossa nitida és una espècie de peix pertanyent a la família dels kifòsids.

## Descripció
- Pot arribar a fer 20 cm de llargària màxima (normalment, en fa 15).[2][3]

## Alimentació
Es nodreix de crustacis planctònics.

## Hàbitat
És un peix marí, pelàgic-nerític i de clima temperat que viu entre 0-20 m de fondària.

## Distribució geogràfica
Es troba al Pacífic sud-occidental: Austràlia i Nova Zelanda.

## Observacions
És inofensiu per als humans.